# Стефания
Стефа̀ния (на гръцки: Στεφάνια) е село в Гърция, дем Лъгадина, област Централна Македония с 85 жители (2001). В църковно отношение е част от Лъгадинската, Литийска и Рендинска епархия.

## География
Селото е разположено в южните поли на Карадаг (Мавровуни).

## История
Селото е основано през 1920-те години от гърци бежанци. Според преброяването от 1928 година Стефания е чисто бежанско село с 44 бежански семейства и 115 души.